# JoBlo.com
JoBlo.com est un site web faisant partie du JoBlo Movie Network qui se concentre sur les actualités, les critiques de films et les bandes-annonces de films ainsi que sur les chaînes YouTube dédiées aux bandes-annonces, aux extraits de films, aux interviews de célébrités, au contenu original et à la distribution de films.

## Description
Berge Garabedian (alias JoBlo) a fondé JoBlo.com en 1998 comme passe-temps pour entretenir ses compétences en écriture. Ses critiques de films critiquaient généralement les films du point de vue d'un cinéphile moyen. Le site a finalement embauché d'autres critiques pour rédiger des critiques. Garabedian lui-même a écrit plus de 1 400 critiques jusqu'à ce que des problèmes de santé l'obligent à se retirer en tant que principal critique du site en 2007. Le nom du site Web est une pièce de théâtre sur Joe Blow, et les utilisateurs enregistrés du site Web étaient connus sous le nom de schmoes. Le site propose également des informations sur les films, des bandes-annonces de films, des avant-premières de films et des interviews de célébrités.

## Historique

### De 1998 à 2009
En 2000, Berge a demandé à son meilleur ami John Fallon (alias The Arrow) d'écrire sur les films d'horreur, ce qui a conduit à la section "Arrow in the Head" du site.
Toujours en 2000, JoBlo.com est devenu l'un des premiers sites Web à couvrir le Comic-Con de San Diego. En 2005, il est devenu l'un des premiers sites de fans de cinéma à couvrir le Festival de Cannes.
En 2001, le site a commencé à organiser une remise de prix annuelle pour les films les plus appréciés par ses visiteurs. Les nommés sont choisis par les visiteurs des sites, ainsi que ses gagnants finaux. Ceux-ci sont devenus connus sous le nom de The Golden Schmoes. Souvent, les lauréats de ces prix étaient des films qui avaient de grandes bases de fans, mais des éloges critiques limités. Cependant, les prix 2021 qui auraient honoré des films sortis en 2020 ont été annulés en raison de l'impact de la pandémie de COVID-19 sur l'industrie cinématographique.
En 2002, JoBlo.com a signé un accord de représentation publicitaire sur le Web avec Gorilla Nation qui a duré jusqu'en 2010, date à laquelle ils sont passés à Complex Networks (qui fait maintenant partie de Buzzfeed).
En 2007, Garabedian a été invité à participer au panel "Masters of the Web" au SDCC aux côtés d'autres sites de fans de films populaires comme ComingSoon.net, Dark Horizons, CHUD, Ain't It Cool News, Collider et autres.
Dans les années 2000, le site a été salué dans de nombreuses publications :
- 2001 : USA Today appelait JoBlo.com comme l'un des "fansites"[7].

- 2004 : Variety a déclaré que « des sites Web comme JoBlo.com et Ain't-It-Cool-News, qui étaient autrefois des "renégats", sont maintenant fortement courtisés par les publicistes »[8] et que JoBlo était considéré comme un « E-frathouse : strident dans ses opinions mais moins dépendant de la rumeur »[8].

- 2006 : Entertainment Weekly l'a qualifié de l'un de ses "25 sites de divertissement en ligne préférés"[9].

- 2007 : le magazine Time a désigné Garabedian comme l'un des "nouveaux créateurs de tendances" à Hollywood[10].

- Le 29 septembre 2014 : Maclean's a appelé JoBlo l'une des « stars de YouTube » qui « en tirait le meilleur parti ».

### Depuis 2009
En février 2009, JoBlo.com a lancé un podcast hebdomadaire intitulé "The Good, The Bad, and The JoBlo Movie Podcast". Les invités ont inclus Bobcat Goldthwait, Duncan Jones et Clifton Collins Jr.
En 2009, JoBlo.com a lancé la section de la communauté cinématographique appelée Movie Fan Central, qui, à son apogée, comptait plus de 100 000 abonnés. La communauté a été fermée début 2018.
En 2010, Garabedian a été interviewé pour le film documentaire The People vs George Lucas. Cette année-là, il a créé JoBlo Movie Productions pour produire plusieurs de ses propres films, dont The Shelter en 2015 et deux documentaires Arcade Dreams et 1982 : Greatest Geek Year Ever.
En 2011, le JoBlo Movie Network a lancé une chaîne YouTube appelée Movie Trailers. Il a été suivi quelques années plus tard par Movie Clips, et au cours de la décennie suivante, le réseau YouTube de JoBlo est passé à 14 chaînes, avec plus de 11 millions d'abonnés et 8 milliards de vues vidéo combinées.
En 2011, dans sa 10e année couvrant le Comic-Con de San Diego, JoBlo et Latino Review ont organisé une fête au Sway Lounge au centre-ville de San Diego. Le réalisateur Jon Favreau s'est présenté au DJ et à d'autres invités de renom, dont Olivia Munn, Aisha Tyler et Faizon Love.
En avril 2013, JoBlo a lancé une application appelée RELEASE Dates qui peut être trouvée sur l'iTunes Store, ainsi que sur la boutique Google. L'application répertorie toutes les dernières dates de sortie en salles, en blu-ray et en streaming.
À partir de 2019, le rédacteur en chef de JoBlo.com, Chris Bumbray, a fait des spots hebdomadaires sur la chaîne CTV NEWS concernant les dernières nouvelles sur les films et les critiques de films.
En 2021, JoBlo.com a relancé son site Web avec un nouveau look basé sur la plateforme Wordpress, avec un nouveau logo créé par l'artiste Disney Chris Uminga.
En janvier 2022, JoBlo a annoncé qu'il commencerait à autoriser des longs métrages à distribuer sur YouTube. John Fallon a été promu directeur, contenu original et acquisitions.

## Chaînes Youtube
Le JoBlo Movie Network possède de nombreuses chaînes YouTube,,,,

## Golden Schmoes Awards
Les Golden Schmoes Awards (littéralement « Prix des imbéciles d'or ») ont lieu chaque année depuis 2001,.
Les votes de la 20e édition des Golden Schmoes Movie Awards ont eu lieu entre le 7 mars et le 19 mars 2022. Les nommés ont été annoncés le 7 mars et le 21 mars pour les gagnants.

### Palmarès 2001

#### Meilleur film de science-fiction de l'année
- Évolution (Evolution)
- La Planète des singes (2001) (Planet of the Apes)

#### Meilleurs effets spéciaux de l'année
- Jurassic Park 3 (Jurassic Park III)
- Pearl Harbor

#### Meilleure bande-annonce de l'année
- Pearl Harbor

#### Meilleure scène d'action de l'année
- Pearl Harbor – séquence de l'attaque de Pearl Harbor

#### Scène la plus mémorable d'un film
- Pearl Harbor – séquence de l'attaque de Pearl Harbor

#### Pire film de l'année
- Pearl Harbor
- Scary Movie 2

#### La plus grande déception de l'année
- La Planète des singes (2001) (Planet of the Apes)
  - Jurassic Park 3 (Jurassic Park III)
  - Pearl Harbor

### Palmarès 2002

#### Film préféré de l'année
- Signes (Signs)

#### Meilleur film de science-fiction de l'année
- Signes (Signs)
- Spider-Man

#### Meilleur film d'horreur de l'année
- Le Cercle (The Ring)
  - Signes (Signs)

#### Meilleur réalisateur de l'année
- Signes (Signs) – M. Night Shyamalan

#### Meilleur acteur de l'année
- Mel Gibson pour le rôle de Graham Hess dans Signes (Signs)
- Robin Williams pour le rôle de Seymour Sy Parrish dans Photo Obsession (One Hour Photo)

#### Meilleure actrice de l'année
- Naomi Watts pour le rôle de Rachel Keller dans Le Cercle (The Ring)

#### Meilleur acteur dans un second rôle de l'année
- Joaquin Phoenix pour le rôle de Merrill Hess dans Signes (Signs)
- Paul Newman pour le rôle de John Rooney dans Les Sentiers de la perdition (Road to Perdition)

#### Meilleure révélation de l'année
- Naomi Watts pour le rôle de Rachel Keller dans Le Cercle (The Ring)

#### Meilleur scénario de l'année
- Signes (Signs) – M. Night Shyamalan

#### Meilleure musique dans un film
- Signes (Signs)

#### Meilleurs effets spéciaux de l'année
- Spider-Man

#### Meilleure réplique de l'année
- Les Sentiers de la perdition (Road to Perdition) – « c'est la vie que nous avons choisie, la vie que nous menons... »
- Signes (Signs) – « éloigne-toi Merrill, éloigne-toi »
- Spider-Man – « ...un grand pouvoir implique de grandes responsabilités... »

#### Scène la plus mémorable d'un film
- Le Cercle (The Ring) – séquence où Samara sort de la télé
- Les Sentiers de la perdition (Road to Perdition) – séquence où Hanks tire sur Tommy sous la pluie
- Signes (Signs) – séquence de la vidéo de fête d'anniversaire
- Spider-Man – séquence de la fin de la bataille Spidey / Gobelin

#### Film le plus trippant de l'année
- Le Cercle (The Ring)

#### La plus grande surprise de l'année
- Le Cercle (The Ring)

#### Film le plus surestimé de l'année
- Spider-Man

#### Meilleurs S&C de l'année
- Spider-Man – Kirsten Dunst

#### Meilleure bande-annonce de l'année
- Le Cercle (The Ring)
- Signes (Signs)
- Spider-Man

#### Affiche de cinéma préférée de l'année
- Le Cercle (The Ring)
- Signes (Signs)

#### Meilleur DVD de l'année
- Spider-Man

#### Pire film de l'année
- La Machine à explorer le temps (The Time Machine)

### Palmarès 2003

#### Meilleur film de comédie de l'année
- Retour à la fac (Old School)

#### Meilleur film de science-fiction de l'année
- X-Men 2

#### Meilleur film d'horreur de l'année
- 28 Jours plus tard (28 Days Later)

#### Film préféré de l'année
- Pirates des Caraïbes : La Malédiction du Black Pearl (Pirates of the Caribbean: The Curse of the Black Pearl)

#### Meilleur acteur de l'année
- Johnny Depp dans le rôle du capitaine Jack Sparrow dans Pirates des Caraïbes : La Malédiction du Black Pearl (Pirates of the Caribbean: The Curse of the Black Pearl)

#### Meilleure révélation de l'année
- Keira Knightley pour le rôle d'Elizabeth Swann dans Pirates des Caraïbes : La Malédiction du Black Pearl (Pirates of the Caribbean: The Curse of the Black Pearl)
  - Cillian Murphy pour le rôle Jim dans 28 Jours plus tard (28 Days Later)

#### Personnage le plus cool de l'année
- Capitaine Jack Sparrow incarné par Johnny Depp dans Pirates des Caraïbes : La Malédiction du Black Pearl (Pirates of the Caribbean: The Curse of the Black Pearl)

#### Meilleure musique dans un film
- Pirates des Caraïbes : La Malédiction du Black Pearl (Pirates of the Caribbean: The Curse of the Black Pearl)

#### Meilleurs effets spéciaux de l'année
- X-Men 2

#### Film le plus trippant de l'année
- 28 Jours plus tard (28 Days Later)

#### Meilleure séquence d'action de l'année
- X-Men 2 (Nightcrawler visite la Maison Blanche)

#### Scène la plus mémorable d'un film
- Pirates des Caraïbes : La Malédiction du Black Pearl (Pirates of the Caribbean: The Curse of the Black Pearl) – Capitaine Jack Sparrow arrive au port

#### Meilleure réplique de l'année
- Pirates des Caraïbes : La Malédiction du Black Pearl (Pirates of the Caribbean: The Curse of the Black Pearl) – « Mais pourquoi le rhum est-il parti ? »

#### La plus grande surprise de l'année
- Pirates des Caraïbes : La Malédiction du Black Pearl (Pirates of the Caribbean: The Curse of the Black Pearl)
  - 28 Jours plus tard (28 Days Later)

#### Meilleurs S&C de l'année
- Pirates des Caraïbes : La Malédiction du Black Pearl (Pirates of the Caribbean: The Curse of the Black Pearl) – Keira Knightley

#### Film le plus sous-estimé de l'année
- Daredevil

#### Film le plus surestimé de l'année
- Pirates des Caraïbes : La Malédiction du Black Pearl (Pirates of the Caribbean: The Curse of the Black Pearl)

#### Meilleur DVD / Blu-Ray de l'année
- Édition Indiana Jones Set de la franchise Indiana Jones comprenant Les Aventuriers de l'arche perdue (Raiders of the Lost Ark), Indiana Jones et le Temple maudit (Indiana Jones and the Temple of Doom) et Indiana Jones et la dernière croisade (Indiana Jones and the Last Crusade)
- Édition The Alien Quadrilogy de la franchise Alien comprenant Alien, le huitième passager (Alien), Aliens, le retour (Aliens), Alien 3 et Alien, la résurrection (Alien Resurrection)
- Pirates des Caraïbes : La Malédiction du Black Pearl (Pirates of the Caribbean: The Curse of the Black Pearl)

### Palmarès 2004

#### Film préféré de l'année
- Spider-Man 2

#### Meilleur film de comédie de l'année
- Présentateur vedette : La Légende de Ron Burgundy (Anchorman: The Legend of Ron Burgundy)

#### Meilleure actrice de l'année
- Bryce Dallas Howard pour le rôle de Ivy Walker dans Le Village (The Village)

#### Meilleure révélation de l'année
- Bryce Dallas Howard pour le rôle de Ivy Walker dans Le Village (The Village)

#### Personnage le plus cool de l'année
- Spider-Man 2 – Docteur Octopus

#### Meilleurs effets spéciaux de l'année
- Spider-Man 2

#### Meilleure scène d'action de l'année
- Spider-Man 2 – séquence du train surélevée

#### Scène la plus mémorable d'un film
- Présentateur vedette : La Légende de Ron Burgundy (Anchorman: The Legend of Ron Burgundy) – séquence du grondement des journalistes

#### Film le plus surestimé de l'année
- Spider-Man 2

#### Film le plus sous-estimé de l'année
- Le Village (The Village)

#### Pire film de l'année
- Alien vs. Predator
- Le Village (The Village)

#### La plus grande déception de l'année
- Alien vs. Predator
- Le Village (The Village)

#### Meilleure bande-annonce de l'année
- Spider-Man 2

#### Affiche de cinéma préférée de l'année
- Spider-Man 2

#### Meilleur DVD / Blu-Ray de l'année
- Spider-Man 2

### Palmarès 2005

#### Meilleur film de science-fiction de l'année
- La Guerre des mondes (War of the Worlds)
- H2G2 : Le Guide du voyageur galactique (The Hitchhiker's Guide to the Galaxy)
- The Island

#### Meilleure actrice de l'année
- Rachel McAdams pour le rôle de Lisa Reisert dans Red Eye : Sous haute pression (Red Eye)

#### Meilleure actrice de l'année dans un second rôle
- Dakota Fanning pour le rôle de Rachel Ferrier dans La Guerre des mondes (War of the Worlds)

#### Meilleure scène d'action de l'année
- La Guerre des mondes (War of the Worlds) pour la séquence des premières attaques des tripod

#### Film le plus sous-estimé de l'année
- Constantine
- The Island

#### Personnage le plus cool de l'année
- Constantine – Constantine

#### Meilleurs effets spéciaux de l'année
- La Guerre des mondes (War of the Worlds)

#### Meilleure scène d'action de l'année
- The Island – séquence de la poursuite sur autoroute

#### La plus grande déception de l'année
- Les Quatre Fantastiques (Fantastic Four)
  - Le Cercle 2 (The Ring Two)
  - La Guerre des mondes (War of the Worlds)

#### Film le plus surestimé de l'année
- La Guerre des mondes (War of the Worlds)

#### Pire film de l'année
- Le Cercle 2 (The Ring Two)
- Les Quatre Fantastiques (Fantastic Four)

### Palmarès 2006

#### Personnage le plus cool de l'année
- Le capitaine Jack Sparrow incarné par Johnny Depp dans Pirates des Caraïbes : Le Secret du coffre maudit (Pirates of the Caribbean : Dead Man's Chest)

#### Meilleure séquence d'action de l'année
- Mission impossible 3 (Mission: Impossible III) pour la séquence du pont
- Pirates des Caraïbes : Le Secret du coffre maudit (Pirates of the Caribbean : Dead Man's Chest) pour la séquence du combat à l'épée à trois

#### Meilleurs effets spéciaux de l'année
- Pirates des Caraïbes : Le Secret du coffre maudit (Pirates of the Caribbean : Dead Man's Chest)
  - X-Men : L'Affrontement final

#### Film le plus surestimé de l'année
- Pirates des Caraïbes : Le Secret du coffre maudit (Pirates of the Caribbean : Dead Man's Chest)

#### La plus grande déception de l'année
- X-Men : L'Affrontement final

### Palmarès 2007

#### Meilleur film de science-fiction de l'année
- Transformers
  - Sunshine

#### Meilleur réalisateur de l'année
- Tim Burton pour Sweeney Todd : Le Diabolique Barbier de Fleet Street (Sweeney Todd: The Demon Barber of Fleet Street)

#### Meilleur acteur de l'année
- Johnny Depp pour le rôle de Benjamin Barker, alias Sweeney Todd dans Sweeney Todd : Le Diabolique Barbier de Fleet Street (Sweeney Todd: The Demon Barber of Fleet Street)

#### Meilleure actrice de l'année
- Helena Bonham Carter pour le rôle de Mme Lovett dans Sweeney Todd : Le Diabolique Barbier de Fleet Street (Sweeney Todd: The Demon Barber of Fleet Street)

#### Meilleure révélation de l'année
- Shia LaBeouf pour le rôle de Kale Brecht dans Paranoïak

#### Meilleure musique dans un film
- Sweeney Todd : Le Diabolique Barbier de Fleet Street (Sweeney Todd: The Demon Barber of Fleet Street

#### Meilleurs effets spéciaux de l'année
- Transformers
  - Spider-Man 3
  - Pirates des Caraïbes : Jusqu'au bout du monde (Pirates of the Caribbean: At World's End)
  - Sunshine

#### Meilleure scène d'action de l'année
- Transformers pour la scène de bataille au centre-ville

#### La plus grande surprise de l'année
- Die Hard 4 : Retour en enfer (Live Free or Die Hard)

#### Film le plus sous-estimé de l'année
- Sunshine

#### Film le plus trippant de l'année
- Sunshine

#### Scène la plus mémorable d'un film
- Transformers – scène de l'arrivée des Autobots

#### Meilleurs«T&A»de l'année[N 1]
- Transformers – Megan Fox

#### Meilleure bande-annonce de l'année
- Transformers

#### Meilleur DVD / Blu-Ray de l'année
- Transformers (pour la version 2 disques)

#### Film le plus surestimé de l'année
- Spider-Man 3
  - Pirates des Caraïbes : Jusqu'au bout du monde (Pirates of the Caribbean: At World's End)
- Transformers

#### La plus grande déception de l'année
- Spider-Man 3
  - Aliens vs. Predator: Requiem
  - Ghost Rider
  - Pirates des Caraïbes : Jusqu'au bout du monde (Pirates of the Caribbean: At World's End)

#### Pire film de l'année
- Ghost Rider
- Les Quatre Fantastiques et le Surfer d'argent (Fantastic Four: Rise of the Silver Surfer)
- Norbit
- Spider-Man 3

### Palmarès 2008

#### Meilleur film de comédie de l'année
- Tonnerre sous les tropiques (Tropic Thunder)

#### Meilleur film de science-fiction de l'année
- L'Incroyable Hulk (The Incredible Hulk)

#### Meilleur film d'horreur de l'année
- Les Ruines (The Ruins)

#### Meilleur acteur de l'année dans un second rôle
- Robert Downey Jr. pour le rôle de Tonnerre sous les tropiques (Tropic Thunder)

#### Personnage le plus cool de l'année
- Tonnerre sous les tropiques (Tropic Thunder) – Kirk Lazarus

#### Film le plus sous-estimé de l'année
- L'Incroyable Hulk (The Incredible Hulk)

#### Meilleure scène d'action de l'année
- L'Incroyable Hulk (The Incredible Hulk) – séquence du combat final contre l'Abomination
- John Rambo (Rambo) – séquence de la bataille finale

#### Meilleure réplique de l'année
- Tonnerre sous les tropiques (Tropic Thunder) – « Tu es devenu complètement attardé, mec. Ne deviens jamais complètement retardé »
- Tonnerre sous les tropiques (Tropic Thunder) – « Je sais quel mec je suis. Je suis le mec qui joue le mec, déguisé en un autre mec ! »

#### Pire film de l'année
- Indiana Jones et le Royaume du crâne de cristal (Indiana Jones and the Kingdom of the Crystal Skull)

#### La plus grande déception de l'année
- Indiana Jones et le Royaume du crâne de cristal (Indiana Jones and the Kingdom of the Crystal Skull)

#### Meilleur DVD / Blu-Ray de l'année
- Tonnerre sous les tropiques (Tropic Thunder)

### Palmarès 2009

#### Meilleur film de comédie de l'année
- I Love You, Man

#### Meilleur film de science-fiction de l'année
- Watchmen : Les Gardiens (Watchmen)

#### Meilleur film d'horreur de l'année
- Paranormal Activity

#### Meilleur acteur dans un second rôle de l'année
- Jackie Earle Haley pour le rôle de Walter Joseph Kovacs / Rorschach dans Watchmen : Les Gardiens (Watchmen)
- Stanley Tucci pour le rôle de George Harvey, l'assassin dans Lovely Bones (The Lovely Bones)

#### Meilleurs effets spéciaux de l'année
- Transformers 2 : La Revanche (Transformers: Revenge of the Fallen)
- Watchmen : Les Gardiens (Watchmen)

#### Meilleure musique dans un film
- Watchmen : Les Gardiens (Watchmen)

#### Meilleure réplique de l'année
- I Love You, Man – « Gifle la basse. Détends les basses, mec. »
- Taken – « Je ne sais pas qui tu es. Je ne sais pas ce que tu veux. Si vous cherchez une rançon, je peux vous dire que je n'ai pas d'argent. Mais je possède un ensemble de compétences très particulières, des compétences que j'ai acquises au cours d'une très longue carrière. Des compétences qui font de moi un cauchemar pour des gens comme vous. Si vous laissez ma fille partir maintenant, ce sera la fin. Je ne te chercherai pas, je ne te poursuivrai pas. Mais si tu ne le fais pas, je te chercherai, je te trouverai et je te tuerai. »
- Watchmen : Les Gardiens (Watchmen) – « Vous êtes tous enfermés ici avec moi ! »

#### Meilleure scène d'action de l'année
- Transformers 2 : La Revanche (Transformers: Revenge of the Fallen) – séquence du Combat en forêt

#### Meilleure bande-annonce de l'année
- Watchmen : Les Gardiens (Watchmen)

#### Personnage le plus cool de l'année
- Watchmen : Les Gardiens (Watchmen) – Rorschach

#### Affiche de cinéma préférée de l'année
- Watchmen : Les Gardiens (Watchmen)

#### Film le plus sous-estimé de l'année
- Watchmen : Les Gardiens (Watchmen)

#### Film le plus surestimé de l'année
- Paranormal Activity
- Transformers 2 : La Revanche (Transformers: Revenge of the Fallen)

#### Film le plus trippant de l'année
- Watchmen : Les Gardiens (Watchmen)

#### Meilleurs S&C de l'année
- Malin Åkerman pour le rôle de Laurie Jupiter / Le Spectre soyeux II dans Watchmen : Les Gardiens (Watchmen)

#### Meilleur DVD / Blu-Ray de l'année
- Watchmen : Les Gardiens (Watchmen)

#### La plus grande surprise de l'année
- Taken

#### La plus grande déception de l'année
- X-Men Origins: Wolverine
  - Transformers 2 : La Revanche (Transformers: Revenge of the Fallen)
  - Watchmen : Les Gardiens (Watchmen)

#### Pire film de l'année
- Transformers 2 : La Revanche (Transformers: Revenge of the Fallen)
  - X-Men Origins: Wolverine

### Palmarès 2010

#### Meilleur film de science-fiction de l'année
- Tron : L'Héritage (Tron: Legacy)

#### Meilleure actrice dans un second rôle de l'année
- Chloë Grace Moretz pour le rôle de Mindy Macready / Hit-Girl dans Kick-Ass

#### Meilleure révélation de l'année
- Chloë Grace Moretz pour le rôle de Mindy Macready / Hit-Girl dans Kick-Ass

#### Personnage le plus cool de l'année
- Hit-Girl dans Kick-Ass – Chloë Grace Moretz

#### Meilleure musique dans un film
- Tron : L'Héritage (Tron: Legacy)

#### Film le plus trippant de l'année
- Tron : L'Héritage (Tron: Legacy)

#### Meilleure réplique de l'année
- Kick-Ass – « D'accord, connards. Voyons ce que vous pouvez faire maintenant! »

#### Meilleurs effets spéciaux de l'année
- Tron : L'Héritage (Tron: Legacy)

#### Film le plus sous-estimé de l'année
- Kick-Ass

#### La plus grande surprise de l'année
- Kick-Ass

#### Meilleure scène d'action de l'année
- Kick-Ass – séquence "Hit-Girl contre Gangsters"
- Kick-Ass – séquence "Hit-Girl sauve Big Daddy"
- Tron : L'Héritage (Tron: Legacy) – séquence de la course de Light Cycle

#### Meilleurs S&C de l'année
- Tron : L'Héritage (Tron: Legacy) – Olivia Wilde

#### Meilleure bande-annonce de l'année
- Tron : L'Héritage (Tron: Legacy)

#### Pire film de l'année
- Jonah Hex

#### Meilleur DVD / Blu-Ray de l'année
- Édition Anthology de la franchise Alien comprenant Alien, le huitième passager (Alien), Aliens, le retour (Aliens), Alien 3 et Alien, la résurrection (Alien Resurrection)

### Palmarès 2011

#### Film préféré de l'année
- La Planète des singes : Les Origines (Rise of the Planet of the Apes)
- X-Men : Le Commencement

#### Meilleur film de comédie de l'année
- Les Muppets, le retour (The Muppets)

#### Meilleur film de science-fiction de l'année
- X-Men : Le Commencement
  - La Planète des singes : Les Origines (Rise of the Planet of the Apes)

#### Meilleur film d'horreur de l'année
- Fright Night
- Scream 4

#### Meilleur film d'animation de l'année
- Les Aventures de Tintin : Le Secret de La Licorne (The Adventures of Tintin : The Secret of the Unicorn)

#### Meilleur réalisateur de l'année
- Brad Bird pour Mission impossible : Protocole Fantôme (Mission: Impossible – Ghost Protocol)

#### Meilleur acteur dans un second rôle de l'année
- Andy Serkis pour le rôle de César dans La Planète des singes : Les Origines (Rise of the Planet of the Apes)

#### Meilleure révélation de l'année
- Michael Fassbender pour le rôle de Erik Lensherr / Magnéto dans X-Men : Le Commencement

#### Personnage le plus cool de l'année
- César incarné par Andy Serkis dans La Planète des singes : Les Origines (Rise of the Planet of the Apes)
- Ethan Hunt incarné par Tom Cruise dans Mission impossible : Protocole Fantôme (Mission: Impossible – Ghost Protocol)
- Magneto incarné par Michael Fassbender dans X-Men : Le Commencement

#### Meilleurs S & C de l'année
- Mission impossible : Protocole Fantôme (Mission: Impossible – Ghost Protocol) – Paula Patton

#### Meilleure musique dans un film
- Les Muppets, le retour (The Muppets)

#### Meilleurs effets spéciaux de l'année
- La Planète des singes : Les Origines (Rise of the Planet of the Apes)
  - Transformers 3 : La Face cachée de la Lune (Transformers: Dark of the Moon)

#### Meilleure réplique de l'année
- X-Men : Le Commencement ("Va te faire f*** toi-même")
  - La Planète des singes : Les Origines (Rise of the Planet of the Apes) ("Noooo....!")

#### La plus grande surprise de l'année
- La Planète des singes : Les Origines (Rise of the Planet of the Apes)
  - X-Men : Le Commencement

#### Meilleure scène d'action de l'année
- Mission impossible : Protocole Fantôme (Mission: Impossible – Ghost Protocol) – séquence de l'escalade du bâtiment de Dubaï
  - La Planète des singes : Les Origines (Rise of the Planet of the Apes) – séquence de la révolution des singes sur le pont
  - Transformers 3 : La Face cachée de la Lune (Transformers: Dark of the Moon) – séquence des Robots contre Chicago

#### Scène la plus mémorable d'un film
- Mission impossible : Protocole Fantôme (Mission: Impossible – Ghost Protocol) – séquence de l'escalade du bâtiment de Dubaï

#### Meilleure bande-annonce de l'année
- La Planète des singes : Les Origines (Rise of the Planet of the Apes)

#### Meilleur DVD / Blu-Ray de l'année
- La Planète des singes : Les Origines (Rise of the Planet of the Apes)
- X-Men : Le Commencement

#### Film le plus surestimé de l'année
- Transformers 3 : La Face cachée de la Lune (Transformers: Dark of the Moon)

#### La plus grande déception de l'année
- Green Lantern
  - Cowboys et Envahisseurs (Cowboys and Aliens)
  - Pirates des Caraïbes : La Fontaine de Jouvence (Pirates of the Caribbean: On Stranger Tides)

#### Pire film de l'année
- Green Lantern
- Transformers 3 : La Face cachée de la Lune (Transformers: Dark of the Moon)

### Palmarès 2012

#### Meilleur film de science-fiction de l'année
- Dredd
- Prometheus

#### Meilleur film d'horreur de l'année
- Prometheus

#### Personnage le plus cool de l'année
- Dredd – Judge Dredd

#### Film le plus sous-estimé de l'année
- Dredd

#### Film le plus trippant de l'année
- Dredd

#### La plus grande surprise de l'année
- Dredd

#### Scène la plus mémorable d'un film
- Prometheus – Alien C-section

#### Affiche de cinéma préférée de l'année
- Prometheus

#### Meilleure bande-annonce de l'année
- Prometheus

#### La plus grande déception de l'année
- Prometheus
  - The Amazing Spider-Man

#### Pire film de l'année
- Ghost Rider 2 : L'Esprit de vengeance (Ghost Rider: Spirit of Vengeance)

#### Meilleur DVD / Blu-Ray de l'année
- Édition Indiana Jones: The Complete Adventures de la franchise Indiana Jones comprenant Les Aventuriers de l'arche perdue (Raiders of the Lost Ark), Indiana Jones et le Temple maudit (Indiana Jones and the Temple of Doom), Indiana Jones et la dernière croisade (Indiana Jones and the Last Crusade) et Indiana Jones et le royaume du crâne de cristal (Indiana Jones and the Kingdom of the Crystal Skull)
- Prometheus

### Palmarès 2013

#### Meilleur film d'horreur de l'année
- Conjuring : Les Dossiers Warren (The Conjuring)

#### Film préféré de l'année
- Wolverine : Le Combat de l'immortel (The Wolverine)

#### Personnage le plus cool de l'année
- Loki dans Thor : Le Monde des ténèbres (Thor: The Dark World)

#### Meilleure bande-annonce de l'année
- Man of Steel

#### Film le plus surestimé de l'année
- Man of Steel

#### Meilleurs effets spéciaux de l'année
- Man of Steel

#### La plus grande déception de l'année
- Man of Steel

#### Affiche de cinéma préférée de l'année
- Man of Steel

#### Meilleure scène d'action de l'année
- Man of Steel – Bataille finale à Metropolis

#### Meilleur DVD / Blu-Ray de l'année
- Man of Steel

#### La plus grande surprise de l'année
- Conjuring : Les Dossiers Warren (The Conjuring)

#### La plus grande déception de l'année
- Die Hard : Belle journée pour mourir (A Good Day to Die Hard)

#### Pire film de l'année
- Die Hard : Belle journée pour mourir (A Good Day to Die Hard)
- Scary Movie 5

### Palmarès 2014

#### Meilleur film de science-fiction de l'année
- La Planète des singes : L'Affrontement – Dawn of the Planet of the Apes

#### Meilleure séquence d'action de l'année
- X-Men: Days of Future Past – Quicksilver Slo-Mo Takedown

#### Meilleurs effets spéciaux de l'année
- La Planète des singes : L'Affrontement – Dawn of the Planet of the Apes

#### Scène la plus mémorable d'un film
- X-Men: Days of Future Past – Quicksilver Slo-Mo Takedown

#### Personnage le plus cool de l'année
- John Wick – John Wick

#### La plus grande surprise de l'année
- John Wick

#### Film le plus sous-estimé de l'année
- John Wick

#### La plus grande déception de l'année
- The Amazing Spider-Man : Le Destin d'un héros (The Amazing Spider-Man 2)

#### Pire film de l'année
- The Amazing Spider-Man : Le Destin d'un héros (The Amazing Spider-Man 2)

#### Meilleur DVD / Blu-Ray de l'année
- La Planète des singes : L'Affrontement – Dawn of the Planet of the Apes

### Palmarès 2015

#### Meilleur film de science-fiction de l'année
- Jurassic World

#### Meilleure révélation de l'année
- Taron Egerton pour le rôle de Gary « Eggsy » Unwin dans Kingsman : Services secrets (Kingsman: The Secret Service)

#### Meilleurs S&C de l'année
- Mission impossible : Rogue Nation (Mission: Impossible – Rogue Nation) – Rebecca Ferguson

#### Meilleurs effets spéciaux de l'année
- Jurassic World

#### Personnage le plus cool de l'année
- Harry Hart / Galahad dans Kingsman : Services secrets (Kingsman: The Secret Service) – Colin Firth

#### Meilleure scène d'action de l'année
- Kingsman : Services secrets (Kingsman: The Secret Service) – séquence du combat à l'église

#### Scène la plus mémorable d'un film
- Kingsman : Services secrets (Kingsman: The Secret Service) – séquence du combat à l'église

#### Film le plus sous-estimé de l'année
- Kingsman : Services secrets (Kingsman: The Secret Service)

#### La plus grande surprise de l'année
- Kingsman : Services secrets (Kingsman: The Secret Service)

#### Meilleure réplique de l'année
- Kingsman : Services secrets (Kingsman: The Secret Service) – « Les manières font l'homme. »

#### Meilleure bande-annonce de l'année
- Jurassic World

#### Film le plus surestimé de l'année
- Jurassic World

#### La plus grande déception de l'année
- Jurassic World

#### Meilleur DVD / Blu-Ray de l'année
- Jurassic World
- Mission impossible : Rogue Nation (Mission: Impossible – Rogue Nation)

### Palmarès 2016

#### Meilleur film d'horreur de l'année
- Conjuring 2 : Le Cas Enfield (The Conjuring 2)

#### Film préféré de l'année
- Deadpool

#### Meilleure comédie de l'année
- Deadpool

#### Meilleur acteur de l'année
- Ryan Reynolds pour le rôle de Deadpool dans Deadpool

#### Meilleure actrice dans un second rôle de l'année
- Margot Robbie' pour le rôle de Dr Harleen Quinzel / Harley Quinn dans Suicide Squad

#### Meilleure révélation de l'année
- Tom Holland pour le rôle de Peter Parker /Spider-Man dans Captain America: Civil War[45]

#### Meilleur scénario de l'année
- Deadpool – Rhett Reese et Paul Wernick

#### Meilleure scène d'action de l'année
- Batman v Superman : L'Aube de la justice – "Batman contre Superman"
- Deadpool – "Fusillade sur l'autoroute"

#### Scène la plus mémorable d'un film
- Deadpool – "Séquence d'ouverture"

#### Meilleure musique dans un film
- Deadpool

#### Meilleure réplique de l'année
- Deadpool – "Il est temps de faire les p*** de chimichangas"

#### Meilleurs S&C de l'année
- Suicide Squad – Margot Robbie
  - Deadpool – Morena Baccarin

#### Personnage le plus cool de l'année
- Deadpool
  - Suicide Squad – Harley Quinn

#### Meilleure bande-annonce de l'année
- Suicide Squad
  - Deadpool

#### Plus grande surprise de l'année
- Deadpool

#### Film le plus surestimé de l'année
- Suicide Squad
  - Deadpool

#### La plus grande déception de l'année
- Batman v Superman : L'Aube de la justice
  - Independence Day: Resurgence
  - Suicide Squad
  - X-Men: Apocalypse

#### Pire film de l'année
- Batman v Superman : L'Aube de la justice
- Independence Day: Resurgence
- Suicide Squad

#### Meilleur DVD / Blu-Ray de l'année
- Batman v Superman : L'Aube de la justice – 'Ultimate Edition'
- Deadpool

#### Affiche de cinéma préférée de l'année
- Suicide Squad
- Deadpool

### Palmarès 2017

#### Film préféré de l'année
- Logan

#### Meilleur film de science-fiction de l'année
- La Planète des singes : Suprématie (War for the Planet of the Apes)

#### Meilleur réalisateur de l'année
- James Mangold pour Logan

#### Meilleur acteur de l'année
- Hugh Jackman pour le rôle de Logan / X-24 dans Logan
  - Andy Serkis pour le rôle de César dans La Planète des singes : Suprématie (War for the Planet of the Apes)

#### Meilleur acteur dans un second rôle de l'année
- Patrick Stewart pour le rôle de Charles dans Logan

#### Meilleure actrice dans un second rôle de l'année
- Dafne Keen pour le rôle de Laura dans Logan

#### Meilleure révélation de l'année
- Dafne Keen pour le rôle de Laura dans Logan

#### Meilleur scénario de l'année
- Logan – James Mangold, Scott Frank et Michael Green

#### Meilleurs effets spéciaux de l'année
- La Planète des singes : Suprématie (War for the Planet of the Apes)

#### Personnage le plus cool de l'année
- John Wick 2 – John Wick
  - Logan – Logan

#### Scène la plus mémorable d'un film
- Logan – "La mort de Logan"

#### Meilleure réplique de l'année
- Logan – "Alors c'est ce que ça fait..."

#### Meilleure bande-annonce de l'année
- Logan

#### La plus grande surprise de l'année
- Logan

#### Meilleur DVD / Blu-Ray de l'année
- Logan

#### La plus grande déception de l'année
- Justice League
  - Alien: Covenant

### Palmarès 2018

#### Film préféré de l'année
- Mission impossible : Fallout (Mission: Impossible - Fallout)
- Sans un bruit (A Quiet Place)

#### Meilleure comédie de l'année
- Deadpool 2
  - Ant-Man et la Guêpe (Ant-Man and the Wasp)

#### Meilleur film d'horreur de l'année
- Sans un bruit (A Quiet Place)
  - Halloween

#### Meilleur réalisateur de l'année
- John Krasinski pour Sans un bruit (A Quiet Place)

#### Meilleure actrice dans un second rôle de l'année
- Emily Blunt pour le rôle de Evelyn Abbott dans Sans un bruit (A Quiet Place)

#### Personnage le plus cool de l'année
- Aquaman / Arthur Curry dans Aquaman
- Cable dans Deadpool 2
- Ethan Hunt incarné par Tom Cruise dans Mission impossible : Fallout (Mission: Impossible - Fallout)

#### Meilleur scénario de l'année
- Sans un bruit (A Quiet Place) – Scott Beck, John Krasinski et Bryan Woods

#### Meilleurs S&C de l'année
- Amber Heard pour le rôle de Mera, princesse de Xebel dans Aquaman

#### Meilleure scène d'action de l'année
- Mission impossible : Fallout (Mission: Impossible - Fallout) – séquence du combat dans la salle de bain
  - Aquaman – séquence de la chasse sur le toit
  - Mission impossible : Fallout (Mission: Impossible - Fallout) – séquence de la poursuite en hélicoptère

#### Meilleurs effets spéciaux de l'année
- Aquaman

#### Meilleure bande-annonce de l'année
- Aquaman
- Mission impossible : Fallout (Mission: Impossible - Fallout)
- Sans un bruit (A Quiet Place)

#### Meilleur DVD / Blu-Ray de l'année
- Deadpool 2
- Mission impossible : Fallout (Mission: Impossible - Fallout)

#### Affiche de cinéma préférée de l'année
- Deadpool 2

#### La plus grande surprise de l'année
- Sans un bruit (A Quiet Place)

#### La plus grande déception de l'année
- Venom
- Jurassic World: Fallen Kingdom

#### Pire film de l'année
- Jurassic World: Fallen Kingdom

### Palmarès 2019

#### Meilleure scène d'action de l'année
- John Wick Parabellum – séquence du combat final
- John Wick Parabellum – séquence du oombat au couteau dans le magasin

#### Personnage le plus cool de l'année
- John Wick Parabellum – John Wick

#### Affiche de cinéma préférée de l'année
- John Wick Parabellum

#### La plus grande déception de l'année
- X-Men: Dark Phoenix

#### Pire film de l'année
- X-Men: Dark Phoenix

### Palmarès 2022

#### Meilleure comédie de l'année
- The Suicide Squad
  - Free Guy

#### Meilleur film d'horreur de l'année
- Halloween Kills
- Sans un bruit 2 (A Quiet Place Part II)

#### Meilleur film de science-fiction de l'année
- Free Guy

#### Film préféré de l'année
- The Suicide Squad

#### Meilleur acteur de l'année
- Tom Holland pour le rôle de Peter Parker / Spider-Man  dans Spider-Man: No Way Home[50].

#### Meilleur acteur dans un second rôle de l'année
- Willem Dafoe pour le rôle de Green Goblin dans Spider-Man: No Way Home

#### Meilleure musique dans un film
- The Suicide Squad

#### Meilleurs effets spéciaux de l'année
- The Suicide Squad

#### La plus grande surprise de l'année
- Free Guy
- The Suicide Squad

#### Meilleure réplique de l'année
- The Suicide Squad (« "Peacemaker, quelle blague". »)

#### La plus grande déception de l'année
- Les Éternels (Eternals)
- Halloween Kills

### Palmarès 2023

#### Meilleur film de science-fiction de l'année
- Prey

#### Meilleure révélation de l'année
- Prey – Amber Midthunder

#### La plus grande déception de l'année
- Jurassic World : Le Monde d'après (Jurassic World Dominion)

#### Pire film de l'année
- Jurassic World : Le Monde d'après (Jurassic World Dominion)

### Palmarès 2024

#### Film préféré de l'année
- John Wick : Chapitre 4 (John Wick: Chapter 4)

#### Célébrité préférée de l'année
- Tom Cruise pour le rôle de Ethan Hunt dans Mission impossible : Dead Reckoning (Mission: Impossible – Dead Reckoning)

#### Personnage le plus cool de l'année
- Ethan Hunt incarné par Tom Cruise dans Mission impossible : Dead Reckoning (Mission: Impossible – Dead Reckoning)

#### Meilleurs effets spéciaux de l'année
- Mission impossible : Dead Reckoning (Mission: Impossible – Dead Reckoning)

#### Scène la plus mémorable d'un film
- John Wick : Chapitre 4 (John Wick: Chapter 4) – pour la finale

#### Meilleure scène d'action de l'année
- Mission impossible : Dead Reckoning (Mission: Impossible – Dead Reckoning)
  - John Wick : Chapitre 4 (John Wick: Chapter 4) – pour la séquence de l'escalier

#### Affiche de cinéma préférée de l'année
- Indiana Jones et le Cadran de la destinée (Indiana Jones and the Dial of Destiny)

#### La plus grande déception de l'année
- Indiana Jones et le Cadran de la destinée (Indiana Jones and the Dial of Destiny)